# Lista de Fellows da ACM
Assim como muitas outras sociedades profissionais, a Association for Computing Machinery (ACM) usa o título de Fellow como seu mais elevado grau honorário de membro, reservado para membros da ACM que exibiram "excelência profissional" em suas "contribuições técnicas, profissionais e de liderança". No máximo 1% dos membros da ACM podem ser Fellows. O programa ACM Fellows começou em 1994, e as pessoas que foram nomeadas como Fellows são listadas abaixo.

## Fellows

### 1994
- James M. Adams
- Frances Allen
- Franz Alt
- William F. Atchison
- Richard H. Austing
- Ken Batcher
- Gordon Bell
- Michael W. Blasgen
- Daniel Bobrow
- David Boggs
- Lorraine Borman
- Charles L. Bradshaw
- Dan Bricklin
- Fred Brooks
- Douglas K. Brotz
- Richard R. Burton
- Richard G. Canning
- Walter M. Carlson
- Vint Cerf
- Donald Chamberlin
- Edgar Frank Codd
- Edward G. Coffman
- Fernando Corbató
- Harvey G. Cragon
- Thomas A. D'Auria
- Thomas A. DeFanti
- Peter J. Denning
- Jack Dennis
- L Peter Deutsch
- Edsger Dijkstra
- Stephen W. Dunwell
- John Presper Eckert
- Peter Elias
- Gerald L. Engel
- John H. Esbin
- Bob O. Evans
- Tse-Yun Feng
- Aaron Finerman
- Robert W. Floyd
- Michael J. Flynn
- Robert Frankston
- Frank L. Friedman
- Bernard A. Galler
- Charles William Gear
- Adele J. Goldberg
- Calvin C. Gotlieb
- Susan L. Graham
- Jim Gray
- Cordell Green
- David Gries
- Carl Hammer
- Richard Hamming
- David Harel
- Fred H. Harris
- Juris Hartmanis
- Danny Hillis
- John Hopcroft
- Tom Hull
- J. N. Hume
- Harry Douglas Huskey
- William Kahan
- Ronald M. Kaplan
- Richard M. Karp
- Donald Knuth
- David J. Kuck
- Thomas Eugene Kurtz
- Ray Kurzweil
- Butler W. Lampson
- Stephen S. Lavenberg
- Joshua Lederberg
- John A. Lee
- Meir M. Lehman
- Bruce G. Lindsay
- Joyce Currie Little
- Chung Laung Liu
- M. Stuart Lynn
- Herbert Maisel
- Zohar Manna
- John McCarthy
- Edward J. McCluskey
- Daniel D. McCracken
- Paul R. McJones
- A J Milner
- Jack Minker
- Roger Michael Needham
- Peter G. Neumann
- Monroe M. Newborn
- John Kenneth Ousterhout
- Susan S. Owicki
- David Lorge Parnas
- David A. Patterson
- William B. Poucher
- Anthony Ralston
- Ronald L. Rivest
- Azriel Rosenfeld
- Jeff Rulifson
- Jean E. Sammet
- Dana Scott
- Daniel Siewiorek
- Herbert A. Simon
- Barbara B. Simons
- Martha E. Sloan
- Donald R. Slutz
- Burton J. Smith
- Richard Stearns
- Thomas B. Steel
- Guy L. Steele
- Harold Stuart Stone
- Michael Stonebraker
- William Strecker
- Bjarne Stroustrup
- Patrick Suppes
- Gerald Jay Sussman
- Ivan Sutherland
- Edward A. Taft
- Robert Tarjan
- Robert William Taylor
- Charles Thacker
- Irving L. Traiger
- Joseph Traub
- Allen B. Tucker
- Andries van Dam
- Willis Howard Ware
- Stuart Wecker
- Ben Wegbreit
- Eric A. Weiss
- David Wheeler
- Maurice Vincent Wilkes
- Shmuel Winograd
- Niklaus Wirth
- Seymour J. Wolfson
- William Allan Wulf
- Lotfali Askar-Zadeh

### 1995
- Paul W. Abrahams
- Robert L. Ashenhurst
- Alan H. Barr
- Lawrence Bernstein
- Grady Booch
- David H. Brandin
- Richard Peirce Brent
- Loren Carpenter
- Edwin Catmull
- Robert Lee Constable
- Dorothy Elizabeth Denning
- David DeWitt
- Larry E. Druffel
- Erwin Engeler
- Stuart Feldman
- Henry Fuchs
- Zvi Galil
- Michael Garey
- Myron Ginsberg
- John B. Goodenough
- Donald Peter Greenberg
- Herbert Reuben John Grosch
- Bertram Herzog
- Harold J. Highland
- Lance Hoffman
- Oscar H. Ibarra
- David Stifler Johnson
- Cliff B. Jones
- Kenneth W. Kennedy
- Won Kim
- S. Rao Kosaraju
- Richard E. Ladner
- S. Lakshmivarahan
- Ed Lazowska
- Nancy G. Leveson
- Jay Misra
- Jürg Nievergelt
- Anthony G. Oettinger
- Franco P. Preparata
- Roy F Rada
- Daniel J. Rosenkrantz
- Gerard Salton
- Fred B. Schneider
- Larry Snyder (computer scientist)
- Norihisa Suzuki
- Jeffrey D. Ullman
- Chris S. Wallace
- Peter Wegner
- John R. White
- John Turner Whitted
- Gio Wiederhold
- Chak-Kuen Wong
- Andrew Chi-Chih Yao
- Paul R. Young

### 1996
- William Richards Adrion
- Alfred V. Aho
- Narendra Ahuja
- Kurt Akeley
- Ruzena Bajcsy
- Gregor von Bochmann (computer scientist)
- Anita Borg
- B. Chandrasekaran
- Bernard Chazelle
- Narsingh Deo
- George G. Dodd
- José Luis Encarnação
- Jeanne Ferrante
- Michael J. Fischer
- Dennis J. Frailey
- Robert M. Graham
- Michael A. Harrison
- Philip Heidelberger
- Mary Jane Irwin
- Jeffrey M. Jaffe
- Raj Jain
- Anita K. Jones
- Randy H. Katz
- Maria M. Klawe
- Lawrence H. Landweber
- Michael E. Lesk
- Henry M. Levy
- Barbara Liskov
- Richard R. Muntz
- Richard E. Nance
- Takao Nishizeki
- Bryan T. Preas
- T. R. N. Rao
- Edward M. Reingold
- John R. Rice (computer scientist)
- Arnold L. Rosenberg
- Sartaj Sahni
- Hanan Samet
- John E. Savage
- Ravi Sethi
- Mary M. Shaw
- Abraham Silberschatz
- John A. Stankovic
- Larry Stockmeyer
- Andrew Stuart Tanenbaum
- Mary K. Vernon
- Uzi Vishkin
- Jeffrey S. Vitter
- Anthony I. Wasserman
- Mark Wegman
- Fred W. Weingarten
- Ian Witten
- Marshall C. Yovits

### 1997
- Ian F. Akyildiz
- Jean-Loup Baer
- Victor R. Basili
- Roger R. Bate
- Barry W. Boehm
- Imrich Chlamtac
- J. D. Couger
- W. Bruce Croft
- Gordon B. Davis
- David P. Dobkin
- Herbert Freeman
- Hector Garcia-Molina
- Irene Greif
- Yuri Gurevich
- John L. Hennessy
- Zvi Kedem
- Richard A. Kemmerer
- H. W. Lawson
- Der-Tsai Lee
- Richard J. Lipton
- Nancy A. Lynch
- Daniel A. Menasce
- Raymond E. Miller
- Ronald H. Perrott
- Nicholas Pippenger
- Vaughan R. Pratt
- John H. Reif
- Raymond Reiter
- Paul Schneck
- Robert Sedgewick (computer scientist)
- Kenneth Clem Sevcik
- Micha Sharir
- Alan C. Shaw
- Ben Shneiderman
- Kenneth Steiglitz
- Donald F. Towsley
- Elaine J. Weyuker
- Peter Widmayer
- Robert Wilensky
- Philip S. Yu
- Paolo Zanella

### 1998
- Dharma P. Agrawal
- Gregory R. Andrews
- Andrew W. Appel
- Hal Berghel
- James C. Browne
- Robert S. Cartwright
- Peter P. Chen
- Edmund M. Clarke
- Lori A. Clarke
- Richard J. Cole
- Clarence A. Ellis
- Richard P. Gabriel
- Gopal Krishna Gupta
- James Jay Horning
- Neil D. Jones
- Aravind K. Joshi
- Abraham Kandel
- Stephen T. Kent
- Simon S. Lam
- Kai Li
- David Maier
- David Notkin
- Susan Nycum
- Leon J. Osterweil
- P. Venkat Rangan
- John T. Richards
- Lawrence A. Rowe
- Barbara G. Ryder
- Alan L. Selman
- Carlo H. Séquin
- Howard Jay Siegel
- Eugene H. Spafford
- Éva Tardos
- Richard N. Taylor
- Albert J. Turner
- Emmerich Welzl
- Jeannette M. Wing
- Mihalis Yannakakis
- Stuart H. Zweben

### 1999
- Marc Auslander
- Ken Birman
- Ronald Jay Brachman
- Bob Braden
- Robert L. Cook
- Joseph S. DeBlasi
- James Demmel
- Richard Fateman
- James David Foley
- John D. Gannon
- Charles Geschke
- Carlo Ghezzi
- Robert L. Glass
- Ronald Graham
- Leonidas John Guibas
- Toshihide Ibaraki
- Takeo Kanade
- Philip M. Lewis
- David B. MacQueen
- Dianne Martin
- Larry Masinter
- Kurt Mehlhorn
- David L. Mills
- Dhiraj K. Pradhan
- Ahmed Sameh
- Pamela Samuelson
- Marc Snir
- Richard T. Snodgrass
- Mary Lou Soffa
- Chung-Jen Tan
- Koji Torii
- David Waltz
- John Warnock
- Akinori Yonezawa

### 2000
- Prithviraj Banerjee
- Francine Berman
- Laxmi N. Bhuyan
- Alan W. Biermann
- Shahid H. Bokhari
- Randy Bryant
- Peter Buneman
- Stuart K. Card
- Michael J. Carey (computer scientist)
- Douglas E. Comer
- Karen Duncan
- Deborah Estrin
- Ronald Fagin
- Peter A. Freeman
- W. Kent Fuchs
- Donald J. Haderle
- Michael T. Heath
- Leonard Kleinrock
- Henry F. Korth
- Axel van Lamsweerde
- Raymond A. Lorie
- Donald W. Loveland
- Albert R. Meyer
- James H. Morris
- Larry L. Peterson
- Moshe Y. Vardi
- David S. Warren
- Reinhard Wilhelm
- Robin J. R. Williams
- Willy Zwaenepoel

### 2001
- Jacob A. Abraham
- Robert M. Aiken
- Tetsuo Asano
- Philip A. Bernstein
- Joel S. Birnbaum
- Alan H. Borning
- Yuri Breitbart
- Jin-Yi Cai
- David D. Clark
- Susan B. Davidson
- Johan de Kleer
- Jack Dongarra
- David J. Farber
- Joan Feigenbaum
- Domenico Ferrari
- Sally Floyd
- Erol Gelenbe
- John P. Hayes
- S. Sitharama Iyengar
- Ravishankar K. Iyer
- Joseph F. JaJa
- Robert E. Kahn
- Sung-Mo Kang
- Richard B. Kieburtz
- Robert A. Kowalski
- Jeffrey Kramer (computer scientist)
- James F. Kurose
- Ruby B. Lee
- Witold Litwin
- Giovanni De Micheli
- Barton P. Miller
- Jeffrey C. Mogul
- Donald A. Norman
- Cherri M. Pancake
- Christos Papadimitriou
- Donn B. Parker
- Janak H. Patel
- Yale N. Patt
- Ira Pohl
- J. Mark Pullen
- Prabhakar Raghavan
- Raghu Ramakrishnan
- Ramamritham Krithivasan
- John C. Reynolds
- George G. Robertson
- Nick Roussopoulos
- Krishan K. Sabnani
- Ravi Sandhu
- Hans-Jörg Schek
- Richard D. Schlichting
- Kang G. Shin
- David B. Shmoys
- Alan Jay Smith
- Ralf Steinmetz
- Jonathan S. Turner
- Marilyn C. Wolf
- Ouri Wolfson
- Pamela Zave

### 2002
- Pankaj K. Agarwal
- Vishwani D. Agrawal
- Özalp Babaoğlu
- Jon Crowcroft
- David E. Culler
- William J. Dally
- Thomas G. Dietterich
- Susan J. Eggers
- Harold N. Gabow
- Ambuj Goyal
- Adolfo Guzmán-Arenas
- Joseph Halpern
- Wen-mei Hwu
- Neil Immerman
- Sidney Karin
- Wendy A. Kellogg
- David B. Lomet
- Gary Miller (computer scientist)
- C. Mohan
- Jeffrey F. Naughton
- Bantwal R. Rau
- David Salesin
- Mahadev Satyanarayanan
- Mateo Valero
- George Varghese
- John Wilkes

### 2003
- Rakesh Agrawal (computer scientist)
- Mostafa Ammar
- Victor Bahl
- Bonnie Berger
- Elisa Bertino
- John M. Carroll (information scientist)
- Richard A. DeMillo
- Barbara Grosz
- Brent Hailpern
- Jiawei Han
- Mary Jean Harrold
- Peter E. Hart
- Mark A. Horowitz
- Paul Hudak
- H. V. Jagadish
- Anil K. Jain (computer scientist, born 1948)
- Ramesh C. Jain
- Niraj K. Jha
- Dexter Kozen
- Lin Yi-bing
- Kathleen McKeown
- Thomas P. Moran
- Eugene W. Myers
- Craig Partridge
- Daniel A. Reed (computer scientist)
- Stuart J. Russell
- William H. Sanders
- Scott J. Shenker
- Gurindar S. Sohi
- C. J. van Rijsbergen

### 2004
- Bella Bose
- Janis A. Bubenko Jr.
- Luca Cardelli
- Andrew A. Chien
- George E. Collins
- Joel Emer
- Allan Gottlieb
- Vicki L. Hanson
- Mark D. Hill
- Yannis E. Ioannidis
- Frans Kaashoek
- Per-Åke Larson
- Peter Lee (computer scientist)
- Paul V. Mockapetris
- Simon Peyton Jones
- Richard Schantz
- Michael D. Schroeder
- Stamatis Vassiliadis
- Benjamin W. Wah
- David S. Wise

### 2005
- Thomas E. Anderson
- Dines Bjørner
- Stephen R. Bourne
- Rodney Brooks
- Surajit Chaudhuri
- Keith D. Cooper
- David L. Dill
- Christophe Diot
- Michel Dubois (electrical engineer)
- Michael J. Franklin
- Ophir Frieder
- Robert Harper (computer scientist)
- Maurice Herlihy
- Phokion G. Kolaitis
- Vipin Kumar
- T. V. Lakshman
- Brad A. Myers
- David M. Nicol
- Krishna Palem
- Thomas W. Reps
- Lui Sha
- Mikkel Thorup
- Eli Upfal
- Umesh Vazirani
- Vijay Vazirani
- Roy Want
- Gerhard Weikum
- Uri C. Weiser
- Daniel S. Weld
- Michael P. Wellman
- Jennifer Widom
- Walter Willinger
- David A. Wood (computer scientist)
- Hui Zhang (computer scientist)

### 2006
- Eric Allender
- Arvind (computer scientist)
- Mikhail J. Atallah
- Ming-Syan Chen
- Susan T. Dumais
- Usama Fayyad
- Matthias Felleisen
- Kenneth D. Forbus
- Phillip B. Gibbons
- C. Lee Giles
- Albert G. Greenberg
- William D. Gropp
- Roch Guerin
- John V. Guttag
- Laura M. Haas
- Alon Yitzchak Halevy
- Anthony C. Hearn
- Thomas A. Henzinger
- Norman P. Jouppi
- John E. Laird
- James R. Larus
- Charles E. Leiserson
- Ming Li
- Nick McKeown
- J Strother Moore
- Alan F. Newell
- Peter Norvig
- Dianne P. O'Leary
- Dan R. Olsen Jr.
- Kunle Olukotun
- M. Tamer Özsu
- Vern Paxson
- Michael L. Scott
- Harry Shum
- Alfred Z. Spector
- Victor D. Vianu
- Marianne Winslett
- Alexander L. Wolf
- Bryant W. York
- Stanley B. Zdonik
- Lixia Zhang

### 2007
- Anant Agarwal
- Rajeev Alur
- Utpal Banerjee (computer scientist)
- Catriel Beeri
- Avrim Blum
- Eric A. Brewer
- Andrei Z. Broder
- Michael F. Cohen
- Larry L. Constantine
- Danny Dolev
- Rodney Graham Downey
- Edward A. Feigenbaum
- Edward W. Felten
- Lance Fortnow
- Guang R. Gao
- Georg Gottlob
- Richard Hull (computer scientist)
- Daniel P. Huttenlocher
- Tao Jiang
- John C. Klensin
- Monica S. Lam
- Marc Levoy
- Bhubaneswar Mishra
- J. Eliot B. Moss
- Rajeev Motwani
- Martin Odersky
- Gary M. Olson
- David Padua
- Randy Pausch
- Amir Pnueli
- Viktor K. Prasanna
- Aristides Requicha
- Eric S. Roberts
- Demetri Terzopoulos
- Donald E. Thomas
- Philip Wadler
- Mitchell Wand
- Zhang Hongjiang

### 2008
- Martín Abadi
- Gregory D. Abowd
- Alexander S. Aiken
- Sanjeev Arora
- Hari Balakrishnan
- William A. S. Buxton
- Kenneth L. Clarkson
- Jason Cong
- Perry Cook
- Stephen A. Cook
- Jack W. Davidson
- Umeshwar Dayal
- Xiaotie Deng
- J. J. Garcia-Luna-Aceves
- Michel X. Goemans
- Patrick Hanrahan
- Charles H. House
- Watts S. Humphrey
- Alan C. Kay
- Joseph A. Konstan
- Roy Levin
- P. Geoffrey Lowney
- Jitendra Malik
- Kathryn S. McKinley
- Bertrand Meyer
- John C. Mitchell
- Joel Moses
- J. Ian Munro
- Judith S. Olson
- Lawrence C. Paulson
- Hamid Pirahesh
- Brian Randell
- Michael K. Reiter
- Jennifer Rexford
- Jonathan S. Rose
- Mendel Rosenblum
- Rob A. Rutenbar
- Tuomas W. Sandholm
- Vivek Sarkar
- Mark S. Squillante
- Per Stenström
- Madhu Sudan
- Richard Szeliski
- Douglas B. Terry

### 2009
- Hagit Attiya
- David F. Bacon
- Ricardo A. Baeza-Yates
- Chandrajit L. Bajaj
- Vijay P. Bhatkar
- José A. Blakeley
- Gaetano Borriello
- Alok Choudhary
- Nell B. Dale
- Bruce S. Davie
- Jeffrey Dean
- Thomas Dean (computer scientist)
- Bruce Randall Donald
- Thomas D. Erickson
- Gerhard Fischer (professor)
- Ian T. Foster
- Andrew V. Goldberg
- Michael T. Goodrich
- Venu Govindaraju
- Rajiv Gupta (computer scientist)
- Joseph M. Hellerstein
- Laurie J. Hendren
- Urs Hölzle
- Farnam Jahanian
- Erich Kaltofen
- David R. Karger
- Arie E. Kaufman
- Hans-Peter Kriegel
- Maurizio Lenzerini
- John C.S. Lui
- Dinesh Manocha
- Margaret Martonosi
- Yossi Matias
- Renée J. Miller
- John T. Riedl
- Martin C. Rinard
- Patricia G. Selinger
- R. K. Shyamasundar
- Shang-Hua Teng
- Chandramohan A. Thekkath
- Robbert van Renesse
- Baba C. Vemuri
- Paulo Veríssimo
- Martin Vetterli
- Kyu-Young Whang
- Yorick Alexander Wilks
- Terry Winograd

### 2010
- David Abramson
- Sarita Adve
- Lorenzo Alvisi
- Luiz André Barroso
- Doug Burger
- Jennifer Tour Chayes
- Peter M. Chen
- Anne Condon
- Mark Crovella
- Ron K. Cytron
- Michael Dahlin
- Amr El Abbadi
- Carla Ellis
- Christos Faloutsos
- Kathleen Fisher
- James R. Goodman
- Wendy Hall
- Jean-Pierre Hubaux
- Michael Irwin Jordan
- Lydia Kavraki
- Sara Kiesler
- Philip N. Klein
- Donald Kossmann
- John Launchbury
- Richard Francis Lyon
- Raymond J. Mooney
- S. Muthukrishnan (computer scientist)
- Fernando Pereira (computer scientist)
- Pavel Pevzner
- Dieter Rombach
- David S. Rosenblum
- Stefan Savage
- Robert Schnabel
- Daniel Spielman
- Subhash Suri
- Frank Tompa
- Josep Torrellas
- Stephen Trimberger
- David Ungar
- Andreas Zeller
- Shumin Zhai

### 2011
- Serge Abiteboul
- Divyakant Agrawal
- Ronald Baecker
- Thomas J. Ball
- Guy Blelloch
- Carl Ebeling
- David Eppstein
- Geoffrey Charles Fox
- George W. Furnas
- David K. Gifford
- Ramesh Govindan
- Baining Guo
- David Heckerman
- Gerard J. Holzmann
- Hugues Hoppe
- Christian S. Jensen
- Howard J. Karloff
- Stephen W. Keckler
- Peter B. Key
- Scott Kirkpatrick
- Robert E. Kraut
- Susan Landau
- Ming C. Lin
- Peter S. Magnusson
- Dahlia Malkhi
- Keith Marzullo
- Satoshi Matsuoka
- Max Nelson
- Joseph S. B. Mitchell
- Shubu Mukherjee
- Beng Chin Ooi
- Zehra Meral Ozsoyoglu
- János Pach
- Linda Petzold
- Martha E. Pollack
- Dan Roth
- John W Sanguinetti
- Margo Seltzer
- Amit Singhal
- Diane L. Souvaine
- Divesh Srivastava
- Dan Suciu
- Dean M. Tullsen
- Amin Vahdat
- David Wetherall
- Frank Kenneth Zadeck

### 2012
- Gustavo Alonso
- Lars Arge
- Pierre Baldi
- Hans-J. Boehm
- Craig Boutilier
- Tracy Camp
- Rick Cattell
- Larry S. Davis
- Ahmed K. Elmagarmid
- Wenfei Fan
- Lixin Gao
- Simson Garfinkel
- Garth A. Gibson
- Saul Greenberg
- Markus Gross
- David Grove (computer scientist)
- Jonathan Grudin
- Rachid Guerraoui
- Manish Gupta (computer scientist)
- John Hershberger
- Andrew B. Kahng
- Anna R. Karlin
- Srinivasan Keshav
- Gregor Kiczales
- Masaru Kitsuregawa
- Leonid Libkin
- Tova Milo
- Klara Nahrstedt
- Joseph O'Rourke (professor)
- Benjamin C. Pierce
- Keshav K. Pingali
- Andrew M. Pitts
- Rajeev Rastogi
- Raj Reddy
- Keith W. Ross
- Karem A. Sakallah
- Robert Schreiber
- Scott Stevens
- Bart Selman
- Ron Shamir
- Yoav Shoham
- Joseph Sifakis
- Alistair Sinclair
- Clifford Stein
- Ion Stoica
- Roberto Tamassia
- Walter F. Tichy
- Patrick Valduriez
- Leslie G. Valiant
- Kathy Yelick
- Ramin Zabih
- Xiaodong Zhang

### 2013
- Mark S. Ackerman
- Charu C. Aggarwal
- James H. Anderson (computer scientist)
- Mihir Bellare
- Christine L. Borgman
- Stefano Ceri
- Krishnendu Chakrabarty
- Ramalingam Chellappa
- Ingemar J. Cox
- Carlos J. P. de Lucena
- Rina Dechter
- Chip Elliott
- David Forsyth (computer scientist)
- Wen Gao
- David Garlan
- James Gosling
- Peter J. Haas
- Marti A. Hearst
- Matthias Jarke
- Sampath Kannan
- David J. Kasik
- Dina Katabi
- Henry A. Kautz
- Jon Kleinberg
- Panganamala Ramana Kumar
- Douglas S. Lea
- Yoelle Maarek
- Christopher D. Manning
- Madhav Marathe
- John Mellor-Crummey
- Greg Morrisett
- Andrew C. Myers
- Dana S. Nau
- Satish Rao
- Stephen Robertson (computer scientist)
- Timothy Roscoe
- Timoleon K. Sellis
- Dennis Shasha
- Nir N. Shavit
- Kyuseok Shim
- Padhraic Smyth
- Milind Tambe
- Val Tannen
- David P. Williamson
- Limsoon Wong
- Moti Yung
- Ellen W. Zegura
- Zhengyou Zhang
- Yuanyuan Zhou
- David Zuckerman (computer scientist)

### 2014
- Samson Abramsky
- Vikram Adve
- Foto N. Afrati
- Charles W. Bachman
- Allan Borodin
- Alan Bundy
- Lorrie Faith Cranor
- Timothy A. Davis
- Srini Devadas
- Inderjit S. Dhillon
- Nikil D. Dutt
- Faith Ellen
- Michael D. Ernst
- Adam Finkelstein
- Juliana Freire
- Johannes Gehrke
- Eric Grimson
- Mark Guzdial
- Gernot Heiser
- Eric Horvitz
- Thorsten Joachims
- Michael Kearns (computer scientist)
- Valerie King
- Sarit Kraus
- Leslie Lamport
- Sharad Malik
- Yishay Mansour
- Subhasish Mitra
- Michael Mitzenmacher
- Robert Tappan Morris
- Vijaykrishnan Narayanan
- Shamkant B. Navathe
- Jignesh M. Patel
- Ranganathan Parthasarathy
- Omer Reingold
- Tom Rodden
- Ronitt Rubinfeld
- Daniela Rus
- Alberto Luigi Sangiovanni-Vincentelli
- Henning Schulzrinne
- Stuart M. Shieber
- Ramakrishnan Srikant
- Aravind Srinivasan
- S. Sudarshan
- Paul Syverson
- Gene Tsudik
- Steve Whittaker

### 2015
- Anastasia Ailamaki
- Nancy M. Amato
- David Blei
- Naehyuck Chang
- Hsinchun Chen
- Mary Czerwinski
- Giuseppe De Giacomo
- Paul Dourish
- Cynthia Dwork
- Kevin Fall
- Babak Falsafi
- Michael Franz
- Orna Grumberg
- Ramanathan V. Guha
- Jayant Haritsa
- Julia Hirschberg
- Piotr Indyk
- Tei-Wei Kuo
- Xavier Leroy
- Chih-Jen Lin
- Bing Liu
- Yunhao Liu
- Michael George Luby
- Michael R. Lyu
- Ueli Maurer (cryptographer)
- Patrick Drew McDaniel
- Victor Saul Miller
- Elizabeth Mynatt
- Judea Pearl
- Jian Pei
- Frank Pfenning
- Dragomir R. Radev
- Sriram Rajamani
- Pablo Rodriguez (computer scientist)
- Mooly Sagiv
- Peter Schröder
- Assaf Schuster
- Kevin Skadron
- Wang-Chiew Tan
- Santosh Vempala
- Tandy Warnow
- Michael Wooldridge (computer scientist)

### 2016
- Noga Alon
- Paul Barford
- Luca Benini
- Ricardo Bianchini
- Stephen Blackburn
- Dan Boneh
- Carla E. Brodley
- Justine Cassell
- Erik Demaine
- Allison Druin
- Frédo Durand
- Nick Feamster
- Jason Flinn
- William Freeman
- Yolanda Gil
- Robert Lee Grossman
- Rajesh K. Gupta
- James Hendler
- Monika Henzinger
- Tony Hey
- Xuedong Huang
- Daniel Jackson
- Robert J. K. Jacob
- Somesh Jha
- Ravindran Kannan
- Anne-Marie Kermarrec
- Martin L. Kersten
- Christos Kozyrakis
- Marta Kwiatkowska
- James Landay
- K. Rustan M. Leino
- J. Brian Lyles
- Todd C. Mowry
- Trevor Mudge
- Sharon Oviatt
- Venkata Padmanabhan
- Shwetak Patel
- David Peleg
- Radia Perlman
- Adrian Perrig
- Ganesan Ramalingam
- Louiqa Raschid
- Holly Rushmeier
- Michael Saks
- Sachin S. Sapatnekar
- Abigail Sellen
- Sudipta Sengupta
- André Seznec
- Valerie E. Taylor
- Carlo Tomasi
- Paul van Oorschot
- Manuela M. Veloso
- Zhi-Huan Zhou

### 2017
- Lars Birkedal
- Edouard Bugnion
- Margaret Burnett
- Shih-Fu Chang
- Edith Cohen
- Dorin Comaniciu
- Susan M. Dray
- Edward A. Fox
- Richard M. Fujimoto
- Shafi Goldwasser
- Carla Gomes
- Martin Grohe
- Aarti Gupta
- Venkatesan Guruswami
- Dan Gusfield
- Gregory D. Hager
- Steven Michael Hand
- Mor Harchol-Balter
- Laxmikant Kale
- Michael Kass
- Angelos Dennis Keromytis
- Carl Kesselman
- Edward Knightly
- Craig Knoblock
- Insup Lee
- Wenke Lee
- Li Erran Li
- Gabriel H. Loh
- Tomás Lozano-Pérez
- Clifford Lynch
- Yi Ma
- Andrew McCallum
- Silvio Micali
- Andreas Moshovos
- Gail C. Murphy
- Onur Mutlu
- Nuria Oliver
- Balaji Prabhakar
- Tal Rabin
- K. K. Ramakrishnan
- Ravi Ramamoorthi
- Yvonne Rogers
- Yong Rui
- Bernhard Schölkopf
- Steven M. Seitz
- Michael Sipser
- Anand Sivasubramaniam
- Mani B. Srivistava
- Alexander Vardy
- Geoffrey M. Voelker
- Martin D. F. Wong
- Qiang Yang
- Cheng Xiang Zhai
- Aidong Zhang

### 2018
- Gul Agha
- Krste Asanović
- N. Asokan
- Paul Barham
- Peter L. Bartlett
- David Basin
- Elizabeth Belding
- Rastislav Bodik
- Katy Börner
- Amy S. Bruckman
- Jan Camenisch
- Adnan Darwiche
- André DeHon
- Premkumar T. Devanbu
- Tamal Dey
- Sandhya Dwarkadas
- Steven K. Feiner
- Tim Finin
- Thomas Funkhouser
- Minos Garofalakis
- Mario Gerla
- Juan E. Gilbert
- Mohammad Hajiaghayi
- Dan Halperin
- Johan Håstad
- Tian He
- Wendi Heinzelman
- Aaron Hertzmann
- Jessica Hodgins
- John Hughes
- Charles Lee Isbell
- Kimberly Keeton
- Sanjeev Khanna
- Lillian Lee
- F. Thomson Leighton
- Fei-Fei Li
- Michael L. Littman
- Huan Liu
- Jiebo Luo
- Bruce Maggs
- Bangalore S. Manjunath
- Vishal Misra
- Frank Mueller
- David Parkes
- Gurudatta Parulkar
- Toniann Pitassi
- Lili Qiu
- Matthew Roughan
- Amit Sahai
- Alex Snoeren
- Gerald Tesauro
- Bhavani Thuraisingham
- Salil Vadhan
- Ellen Voorhees
- Avi Wigderson
- Alec Wolman

### 2019
- Scott Aaronson
- Tarek F. Abdelzaher
- Saman Amarasinghe
- Kavita Bala
- Magdalena Bałazińska
- Paul Beame
- Emery D. Berger
- Ronald F. Boisvert
- Christian Cachin
- Brad Calder
- Diego Calvanese
- Srdjan Capkun
- Claire Cardie
- Timothy M. Chan
- K. Mani Chandy
- Xilin Chen
- Elizabeth F. Churchill
- Philip R. Cohen
- Vincent Conitzer
- Noshir Contractor
- Matthew B. Dwyer
- Elena Ferrari
- Michael J. Freedman
- Deborah Frincke
- Lise Getoor
- Maria L. Gini
- Subbarao Kambhampati
- Tamara G. Kolda
- Xiang-Yang Li
- Songwu Lu
- Wendy Mackay
- Diana Marculescu
- Sheila McIlraith
- Rada Mihalcea
- Robin Murphy
- Marc Najork
- Jason Nieh
- Hanspeter Pfister
- Timothy M. Pinkston
- Mihai Pop
- Andreas Reuter
- Jeffrey S. Rosenschein
- Srinivasan Seshan
- Prashant J. Shenoy
- Peter Shor
- Mona Singh
- Ramesh Sitaraman
- Dawn Song
- Salvatore J. Stolfo
- Dacheng Tao
- Moshe Tennenholtz
- Giovanni Vigna
- Nisheeth K. Vishnoi
- Darrell Whitley
- Yuan Xie
- Moustafa Amin Youssef
- Carlo A. Zaniolo
- Lidong Zhou

### 2020
- Wil van der Aalst
- Daniel Abadi
- James F. Allen
- Srinivas Aluru
- Andrea Arpaci-Dusseau
- Remzi Arpaci-Dusseau
- Sanjit Arunkumar Seshia
- Suman Banerjee
- Manuel Blum
- Lionel Briand
- David Brooks
- Ran Canetti
- John Canny
- Anantha P. Chandrakasan
- Yao-Wen Chang
- Moses Charikar
- Yiran Chen
- Graham Cormode
- Patrick Cousot
- Mathieu Desbrun
- Whitfield Diffie
- Bonnie Dorr
- Nicholas Duffield
- Alan Edelman
- Thomas Eiter
- Cormac Flanagan
- Jodi Forlizzi
- Dieter Fox
- Sanjay Ghemawat
- Antonio González
- Andrew D. Gordon
- Steven Gribble
- Susanne Hambrusch
- Martin Hellman
- Nicholas Higham
- Tony Hoare
- Holger H. Hoos
- Ihab Ilyas
- Joost-Pieter Katoen
- Sven Koenig
- David Kotz
- Arvind Krishnamurthy
- Ravi Kumar
- Lizy John
- Kevin Leyton-Brown
- Xuelong Li
- Steven H. Low
- Chenyang Lu
- Samuel Madden
- Scott Mahlke
- David Maltz
- Volker Markl
- Maja Matarić
- Filippo Menczer
- Jose Meseguer
- Nachiappan Nagappan
- Radhika Nagpal
- Moni Naor
- Chandrasekhar Narayanaswami
- Sam Noh
- Prakash Panangaden
- Sethuraman Panchanathan
- Manish Parashar
- Keshab Parhi
- Haesun Park
- Gordon Plotkin
- Michael O. Rabin
- Kui Ren
- Paul Resnick
- Meredith Ringel Morris
- Mary Beth Rosson
- Steven Salzberg
- Adi Shamir
- Amit Sheth
- Adam D. Smith
- Olga Sorkine-Hornung
- Rick Stevens
- Peter Stone
- Nam Sung Kim
- Heng Tao Shen
- Yufei Tao
- Leandros Tassiulas
- Ken Thompson
- Andrew Tomkins
- Olga Troyanskaya
- Matthew Turk
- Toby Walsh
- Wei Wang
- Laurie Williams
- Cathy H. Wu
- Shuicheng Yan
- Wang Yi
- Michael Zyda
- Kun Zhou